# رابرت یانگ (بازیگر)
رابرت جورج یانگ (انگلیسی: Robert George Young؛ ۲۲ فوریهٔ ۱۹۰۷ – ۲۱ ژوئیهٔ ۱۹۹۸) یک هنرپیشه اهل ایالات متحده آمریکا بود.

## برگزیده فیلم‌شناسی
از فیلم‌ها یا برنامه‌های تلویزیونی که وی در آن نقش داشته‌است می‌توان به آثار زیر اشاره کرد.
| سال  | عنوان            | نقش                   | توضیحات                    |
| ---- | ---------------- | --------------------- | -------------------------- |
| ۱۹۳۱ | گناه مادلن کلوده | Dr. Lawrence Claudet  | عنوان جایگزین: The Lullaby |
| ۱۹۳۲ | غواصان جهنم      | Graham                |                            |
| ۱۹۳۴ | خانه روتشیلت     | Captain Fitzroy       |                            |
| ۱۹۳۴ | اسپیت‌فایر        | John Stafford         |                            |
| ۱۹۳۶ | مأمور مخفی       | Robert Marvin         |                            |
| ۱۹۳۸ | سه رفیق          | Gottfried Lenz        |                            |
| ۱۹۴۱ | وسترن یونیون     | Douglas "Doug" Lamont |                            |
| ۱۹۴۷ | در خط آتش        | Finlay                |                            |

| سال  | عنوان     | نقش                    | توضیحات         |
| ---- | --------- | ---------------------- | --------------- |
| ۱۹۷۸ | زنان کوچک | Grandpa James Lawrence | Television film |